# 트란스케이
트란스케이 공화국(코사어: iRiphabliki yeTranskei 이리파블리키 예트란스케이)은 현재의 남아프리카공화국 내에 있었던 미승인 국가이며, 남아프리카 공화국이 아파르트헤이트 정책에 따라 세운 반투스탄이었다.

## 역사
1976년 독립하였으나 쿠데타가 자주 일어났다. 마지막 쿠데타는 1990년에 일어났고, 아파르트헤이트가 완전 종식된 1994년에 남아프리카공화국에 다시 합병되었다.

## 공용어
이 나라는 시스케이와 공통점이 많았다. 코사어가 공용어였다.

## 외교권
남아프리카공화국의 괴뢰국이었기 때문에 외교권이 없었다. 오로지 남아프리카 공화국만이 국가로 승인했으며, 다른 국가들로부터는 승인을 받지 못했다.

## 같이 보기
- 반투스탄
- 시스케이
- 국가승인
- 괴뢰정권
- 위성국